# Emmanuel Labrada
Emmanuel Labrada Aliaga (sinh ngày 19 tháng 1 năm 1994) là một cầu thủ bóng đá người Cuba.

## Sự nghiệp câu lạc bộ
Labrada thi đấu cho đội bóng quê nhà Granma, nhưng gia nhập Holguín đầu mùa giải Clausura 2013.

## Sự nghiệp quốc tế
Labrada thi đấu 3 trận tại Giải vô địch bóng đá U-20 thế giới 2013 và ra mắt quốc tế trước Indonesia vào tháng 3 năm 2014. Anh vắng mặt trong trận đấu với Hoa Kỳ vào tháng 10 năm 2015 tại Vòng loại Olympic bóng đá nam CONCACAF 2015.